# Praxis
Praxis (del griego antiguo πρᾱξις (práctica), romanizado como praxis) es el proceso por el que una teoría, lección o habilidad se realiza. Praxis puede referirse también al acto de involucrar, aplicar, ejercitar, realizar o practicar ideas.
La praxis ha sido un tema recurrente en el campo de la filosofía, discutido en los escritos de Platón, Aristóteles, Agustín de Hipona, Francis Bacon, Immanuel Kant, Søren Kierkegaard, Karl Marx, Antonio Gramsci, Martin Heidegger, Hannah Arendt, Jean-Paul Sartre o Paulo Freire entre otros. Tiene significado en los ámbitos político, educativo, espiritual y médico.

## Origen del término

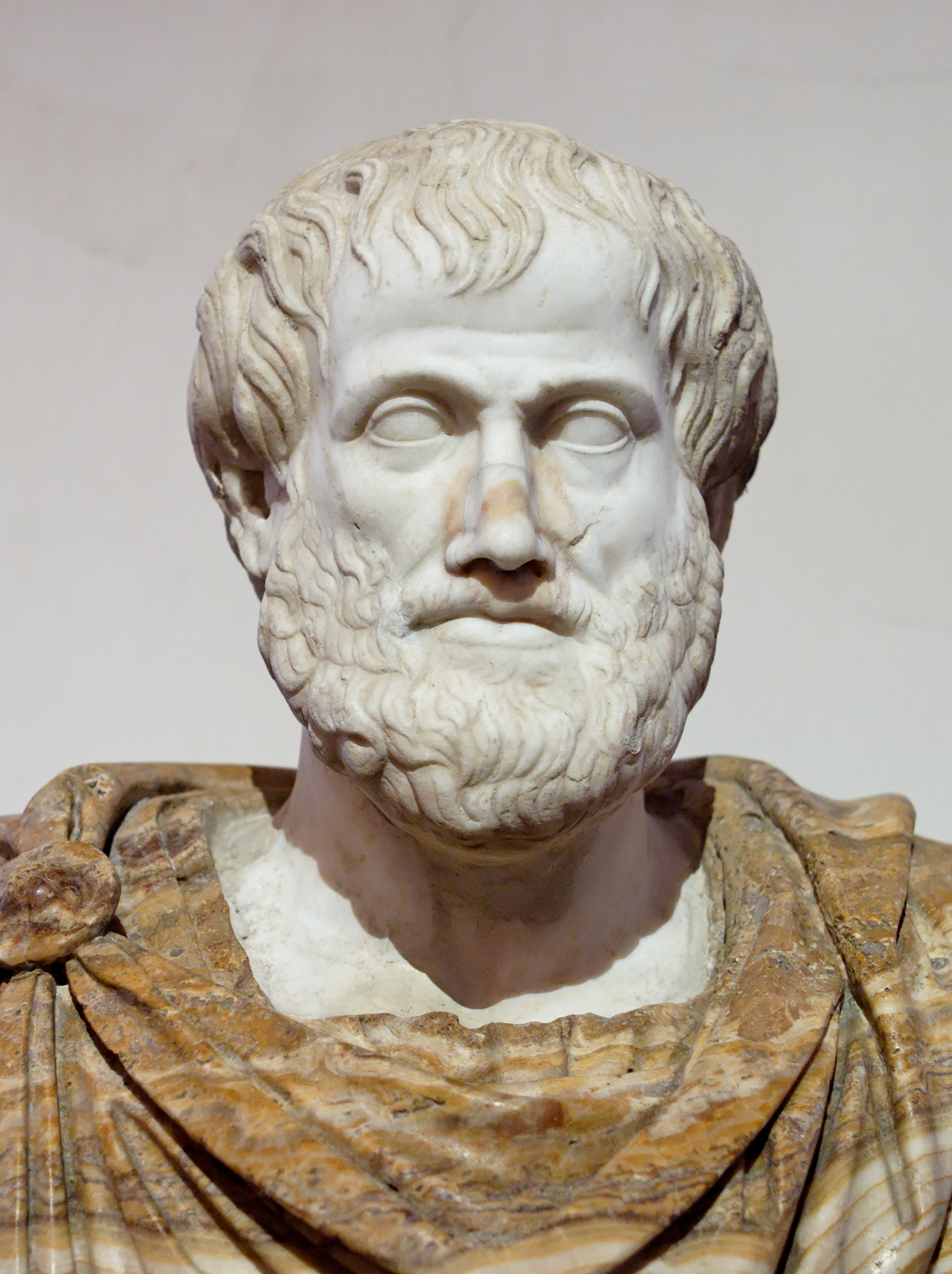
Busto de Aristóteles en el Palazzo Altemps, en Roma.

En griego antiguo, la palabra praxis (πρᾶξις) se refería a la actividad realizada por personas libres. El filósofo Aristóteles sostuvo en la Ética a Nicómaco que había tres actividades básicas de los humanos: theoria (pensar), poiesis (crear) y praxis (hacer). En relación con estas tres actividades se encuentran tres tipos de conocimiento: el teórico, encaminado hacia la verdad, el poiético, encaminado hacia la producción y el práctico, orientado a la acción.

## Medicina
En medicina se denomina praxis a la capacidad de realizar movimientos hábiles. En neurología la incapacidad parcial o total para realizarlos sin deficiencias sensoriales o motoras primarias se conoce como apraxia.